# St John’s, Horsleydown

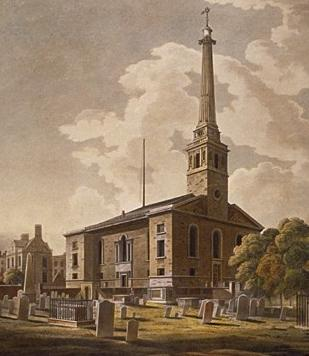
St John Horsleydown, historische Ansicht von John Buckler

St John Horsleydown war eine anglikanische Kirche im  Londoner Stadtteil Horsleydown in Bermondsey, gelegen an der heutigen Tower Bridge Road.
Erbaut wurde die Kirche 1727 bis 1733, wie gleichzeitig auch St Luke’s, Old Street, gemeinschaftlich durch die Architekten John James und Nicholas Hawksmoor als letztes Bauwerk im Rahmen des 1711 vom britischen Parlament verabschiedeten Kirchenbauprogramms für Fünfzig Neue Kirchen. Die im Innern als Emporenhalle ausgebaute Kirche, die aus Kostengründen im Außenbau äußerst schlicht gehalten sein sollte, war als einfacher Baukubus mit vorspringenden Eckrisaliten für die Emporenzugänge erbaut, wobei lediglich die Hauptfenster der Langseiten mittels eines Palladiomotiv ausgezeichnet waren. Demgegenüber stellte ihr von Hawksmoor entworfener Turm, dessen Helm in Form einer sich verjüngenden ionischen Säule gestaltet ist, ein ungewöhnliches architektonisches wie städtebauliches Element dar.
Die Kirche wurde während eines Luftangriffs am 20. September 1940 soweit zerstört, dass nur die Umfassungsmauern und der Turm aufrecht standen. Ein 1956 gefasster Plan zum Wiederaufbau wurde 1968 aufgegeben und die Kirche 1974 zugunsten eines Gebäudes der Londoner Stadtmission bis auf geringe Reste beseitigt.